# جرذ كنغري ضيق الوجه
جرذ كنغري ضيق الوجه (الاسم العلمي: Dipodomys venustus) (بالإنجليزية: Narrow-faced Kangaroo Rat)‏ هو نوع من الحيوانات يتبع جنس الجرذ الكنغري من فصيلة الفئران المتغايرة.